# 宮寺貴也
宮寺 貴也（みやでら たかや、本名同じ、1988年2月6日 - ）は、日本の俳優。東京都八王子市出身。身長178cm、体重62kg。

## 来歴
- 趣味はフットサル・散歩・映画鑑賞。
- 特技はサッカー。

## 出演

### 映画
- 本当にあった怖い話（2009年）及川勉役
- ガチバン3（2009年）ガフ軍団 役
- 静かなるドン 頂上決戦 広木役（2011年）
- アラグレ (2013年）
- 藁の楯 (2013年）

### 舞台
- 華鬼 シアターグリーン 貢国一 役
- メンズ校 博品館劇場 源田新 役
- 浅草あちゃらか 六行会ホール 広瀬隼人 役
- 再演華鬼 博品館劇場 由紀斗役
- ミラクル☆トレイン〜大江戸線へようこそ〜 2nd approach 全労済ホールスペース・ゼロ上野御徒町尾久 役
- 夜のミラクル☆トレイン〜大江戸線へようこそ〜Sweet Dream Express  新宿FACE 上野御徒町尾久 役（日替わりゲスト）
- @LIVE〜世紀末の恋〜 北池袋 新生館シアター）
- エンターテイメント風集団 秘密兵器with大人の麦茶 下北沢「劇」小劇場
- 親泊企画 無伴奏  Gフォースアトリエ 山下辰夫役
- O-keyプロデュース〜season7〜絶望エクスチェンジ-EX- 中野スタジオあくとれ